# Накел
Накел (пол. Nakieł) — село в Польщі, у гміні Єднорожець Пшасниського повіту Мазовецького воєводства.
Населення — 55 осіб (2011).
У 1975-1998 роках село належало до Остроленцького воєводства.

## Демографія
Демографічна структура станом на 31 березня 2011 року:
|          | Загалом | Допрацездатний вік | Працездатний вік | Постпрацездатний вік |
| -------- | ------- | ------------------ | ---------------- | -------------------- |
| Чоловіки | 28      | 11                 | 14               | 3                    |
| Жінки    | 27      | 7                  | 13               | 7                    |
| Разом    | 55      | 18                 | 27               | 10                   |